# Busto di Francesco I d'Este
Il busto di Francesco I d'Este è un'opera dello scultore Gian Lorenzo Bernini, eseguita tra il 1650 e il 1651. Il ritratto è realizzato in marmo (altezza 106 cm) ed è conservato nella Galleria Estense di Modena. 

## Storia
Nell'agosto 1650 Francesco I d'Este, duca di Modena e Reggio, commissionò un suo ritratto in marmo al Bernini, dopo aver scartato l'idea iniziale di commissionarlo al rivale di questi Alessandro Algardi.
Bernini fu informato che avrebbe dovuto operare - come già avvenne per i busti di Carlo I d'Inghilterra e del cardinale Richelieu - basandosi non sulla visione diretta del soggetto ritratto, bensì su opere pittoriche, in questo caso su quadri di Justus Sustermans e Jean Boulanger appositamente inviatigli da Modena; Bernini si sentì messo in difficoltà, scrivendo a Francesco d'Este che realizzare un busto senza aver mai potuto vedere il modello era un'impresa "quasi impossibile" e riferendo in un colloquio al cardinale Rinaldo d'Este, fratello del duca e colui il quale si stava occupando delle trattative per l'opera, del suo "voto solenne" di non operare più in tal modo. Il cardinale riuscì a vincere le resistenze dell'artista, il quale accettò a condizione che gli venissero forniti un maggior numero di ritratti del duca e le esatte misure dell'altezza e della larghezza delle spalle dello stesso.
L'opera fu completata nel settembre del 1651 e trasportata in una cassa a bordo di un carro a Modena, dove giunse nel novembre successivo. Malgrado le lettere in cui Bernini si scusava anticipatamente con i due Este committenti dell'eventuale non somiglianza del ritratto, il duca Francesco rimase tanto colpito dal busto che pagò all'artista tremila scudi, la medesima somma che aveva ricevuto da papa Innocenzo X per l'allora da poco ultimata fontana dei Quattro Fiumi di Roma.

## Descrizione e stile
Bernini, non potendo riportare in marmo i tratti maggiormente caratteristici del soggetto in movimento che riusciva a cogliere solo in presenza dello stesso, si concentrò sulla costruzione del busto, rappresentando il duca nell'atto di voltarsi verso destra e mettendo in maggior risalto elementi secondari come la parrucca, la gorgiera e più ancora il mantello, il quale cela il taglio del torace e delle braccia e conferisce alla massa marmorea un'apparenza di leggerezza; Jérôme Lalande in Voyage d'un Français en Italie, fait dans les années 1765 et 1766 a proposito del mantello del busto afferma che "sembra fluttuare nell'aria".
I medesimi dettagli verranno ripresi, un decennio più tardi, per la realizzazione del busto di Luigi XIV di Francia oggi a Versailles.
L'opera, come molte altre del Bernini, ebbe una notevole fortuna già all'epoca della sua realizzazione. Alla fine degli anni '60 del Seicento, il pittore Francesco Stringa realizzò un quadro avente per soggetto proprio il busto assieme ad altri oggetti, oggi conservato al Minneapolis Institute of Art.